# Vor Frue
- For kirker ved navn "Vor Frue", se Vor Frue Kirke

Vor Frue er en lille by på Østsjælland med 711 indbyggere  (2024), beliggende i Vor Frue Sogn et par kilometer syd for Roskilde. Byen ligger i Roskilde Kommune og tilhører Region Sjælland. Byen er naboby til Roskilde Festival.